# Gaußsche Landesaufnahme

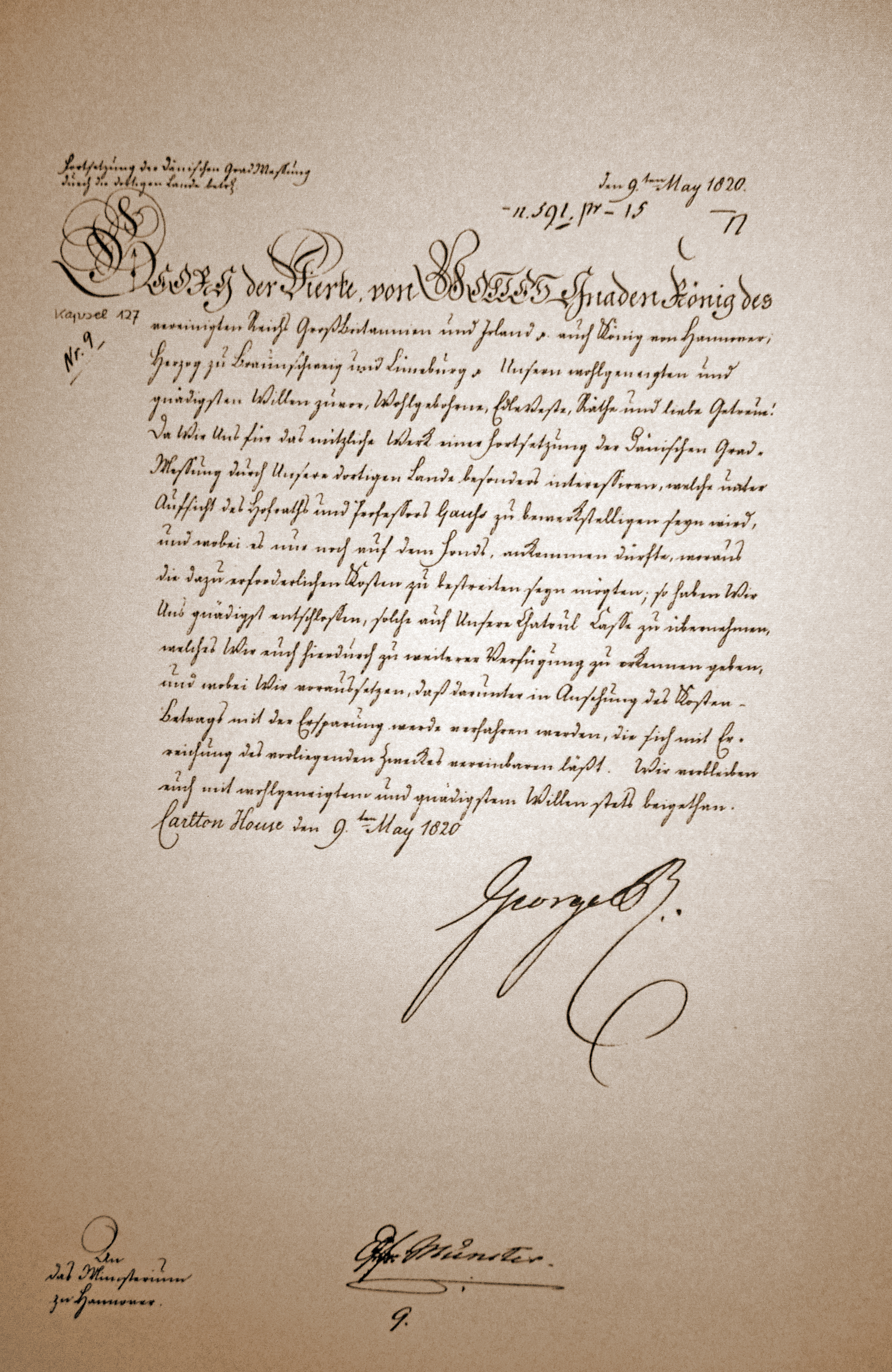
Erlass des Königs von Hannover Georg IV zur Landvermessung des Königreiches Hannover von C. F. Gauß vom 9. Mai 1820

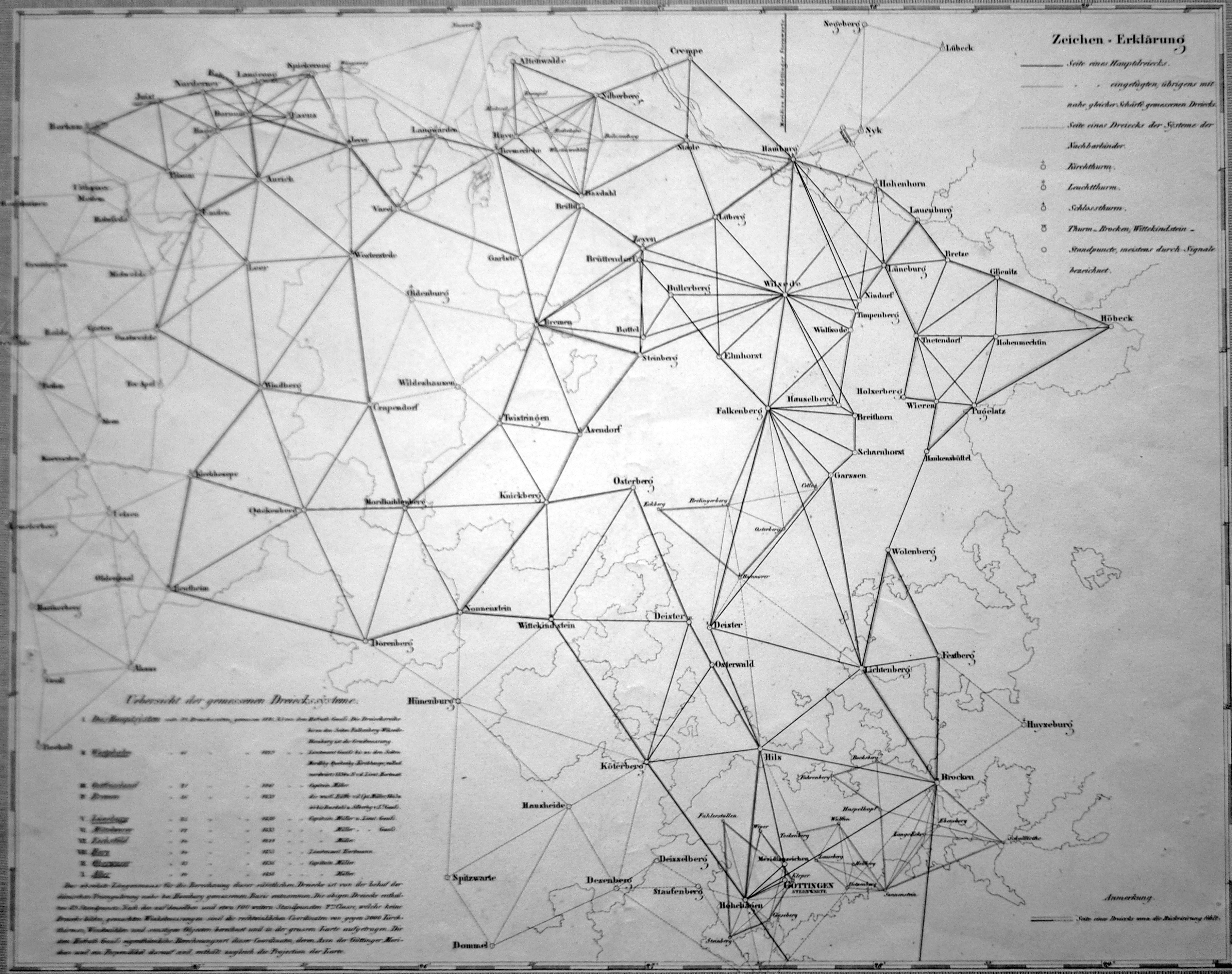
Gesamt-Übersicht über die von Carl Friedrich Gauß gemessenen Dreieckssysteme 1821–1844, Blatt aus dem Papen-Atlas

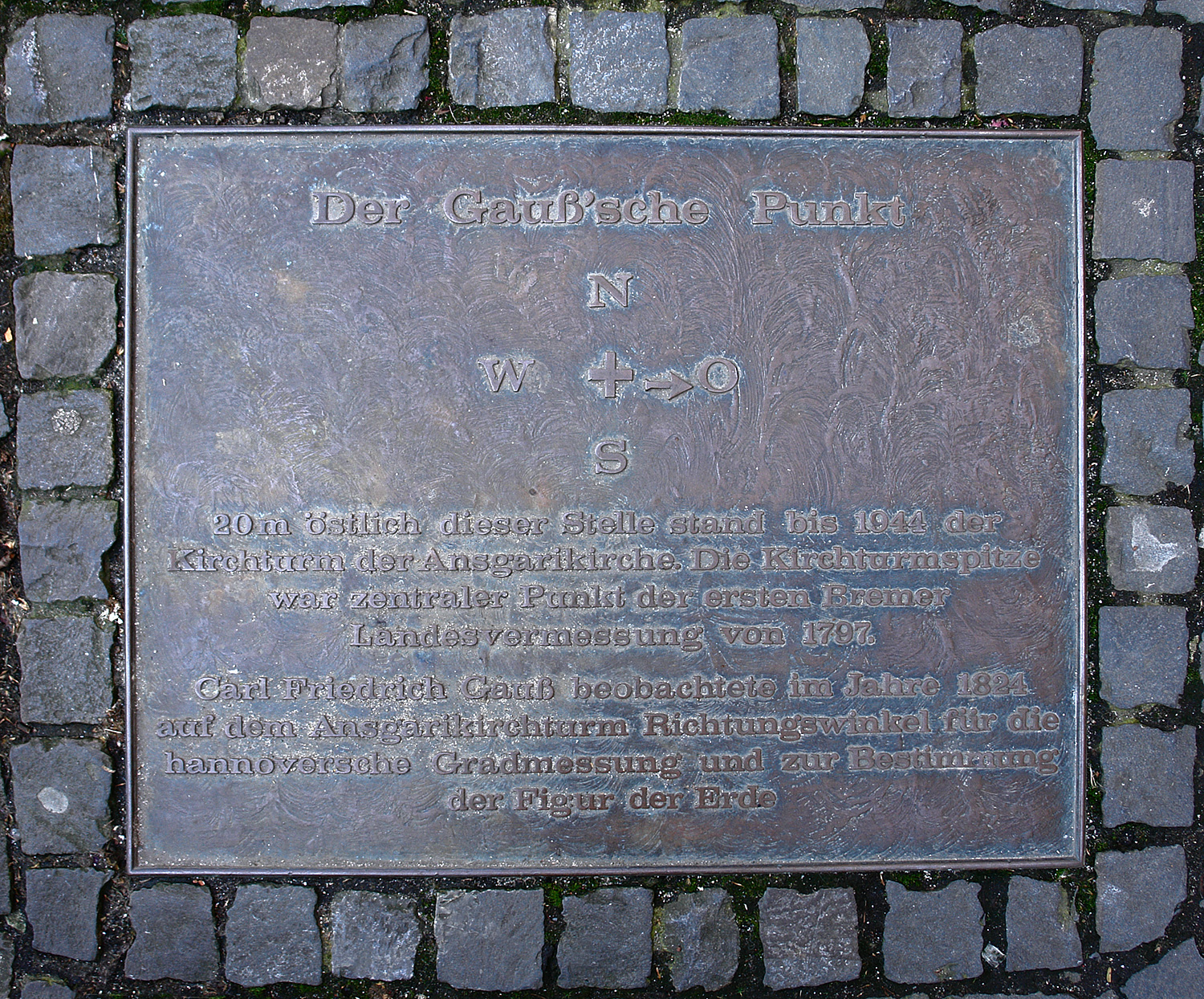
Der Gaußsche Punkt in Bremen von 1824

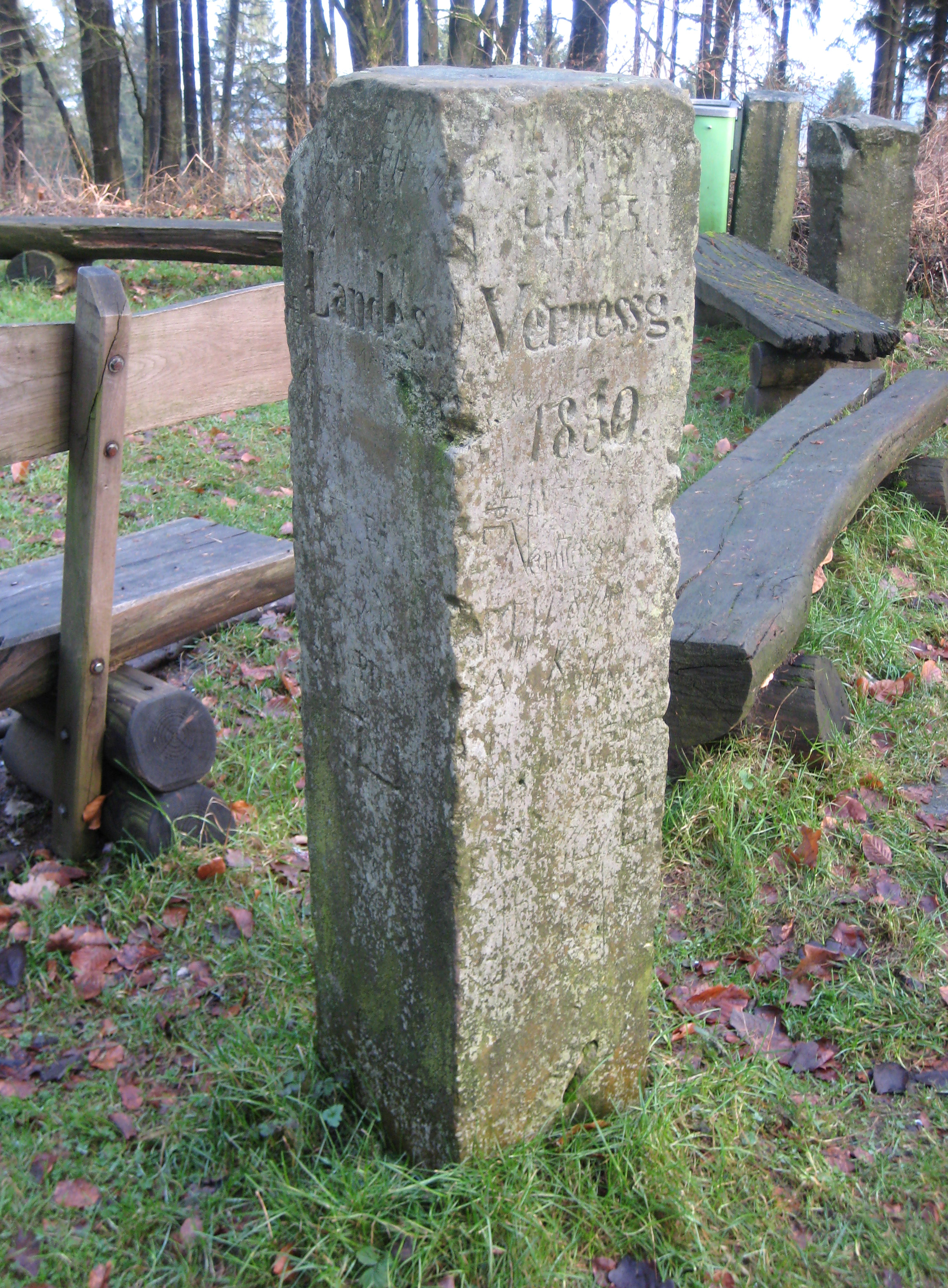
Gaußstein am Dörenberg von 1830

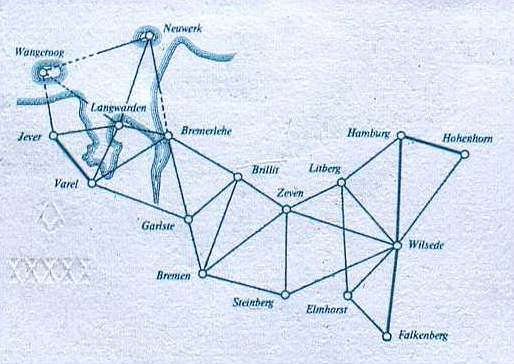
Ausschnitt aus dem Triangulationnetz der vorherigen Triangulation des Königreichs Hannover von Gauß in den Jahren von 1821 bis 1825 auf der 10 DM-Note der letzten Serie (1989–2001)

Die Gaußsche Landesaufnahme (von 1827 bis 1861) ist in der Fortsetzung der Kurhannoverschen Landesaufnahme auf Anordnung des Königlichen Ministeriums des Innern im damaligen Königreich Hannover entstanden.

## Geschichte
Der Landesaufnahme vorausgegangen war die Triangulation des Königreichs Hannover durch den Mathematiker Carl Friedrich Gauß. Diese fand in den Jahren von 1821 bis 1825 statt und war Grundlage für die Vermessungsarbeiten der Landesaufnahme. Aufgenommen wurde sie von jungen Offizieren des Generalstabes und des Ingenieur- und Artilleriekorps in den Jahren von 1827 bis 1861. Zur Ausführung dieser Arbeiten wurden Messtisch und Kippregel benutzt. Durch Abstimmung mit der nördlich anschließenden dänischen Gradmessung durch seinen ehemaligen Schüler Heinrich Christian Schumacher bei seiner Arbeit an der Braaker Basis bei Hamburg konnte Gauß auf eine eigene Basismessung verzichten. Die Gaußsche Landesaufnahme bezog sich auf die dänische Basislinie.
Die Landesaufnahme beschränkte sich auf jene Gebiete, die 1815 nach dem Wiener Kongress zu Hannover kamen. Dies waren die Niedergrafschaft Lingen, das Herzogtum Arenberg-Meppen, die Grafschaft Bentheim, das Stift Hildesheim, die Stadt Goslar, die Landdrostei Osnabrück und Bereiche des Untereichsfelds. Das Kartenwerk wird daher auch als Gaußsche Landesaufnahme der 1815 durch Hannover erworbenen Gebiete bezeichnet.
Das Kartenwerk umfasste 61 Blätter, jedes stellte eine Fläche von 7.000 × 7.000 Meter im Maßstab 1:21.333⅓ dar, sie waren einfarbig (das Exemplar der Ersten Handwerkerschule Berlin, der späteren Staatlichen Ingenieurakademie Gauß, heute in der Staatsbibliothek Berlin bewahrt, war in 5 Farben koloriert, ebenso die Vorlage für die vollformatige Faksimile-Ausgabe) und hatten ein quadratisches Format von etwa 33 × 33 Zentimeter.
Heute sind verkleinerte Reproduktionen auf den runden Maßstab 1:25.000, die zu Großblättern zusammengefügt wurden, beim Landesamt für Geoinformation und Landesvermessung Niedersachsen (LGLN) erhältlich.

## Dreieck Hoher Hagen – Brocken – Großer Inselsberg
Im Rahmen der von Carl Friedrich Gauß zwischen 1818 und 1826 per Triangulation durchgeführten Landesvermessung des Königreichs Hannover vermaß Gauß auch sein „großes Dreieck“ Hoher Hagen – Brocken – Großer Inselsberg. Dieses Dreieck mit den Seitenlängen 69 km (Hoher Hagen – Brocken), 84 km (Hoher Hagen – Inselsberg) und 106 km (Brocken – Inselsberg) war Basis zur Verknüpfung zahlreicher regionaler Vermessungsdaten.

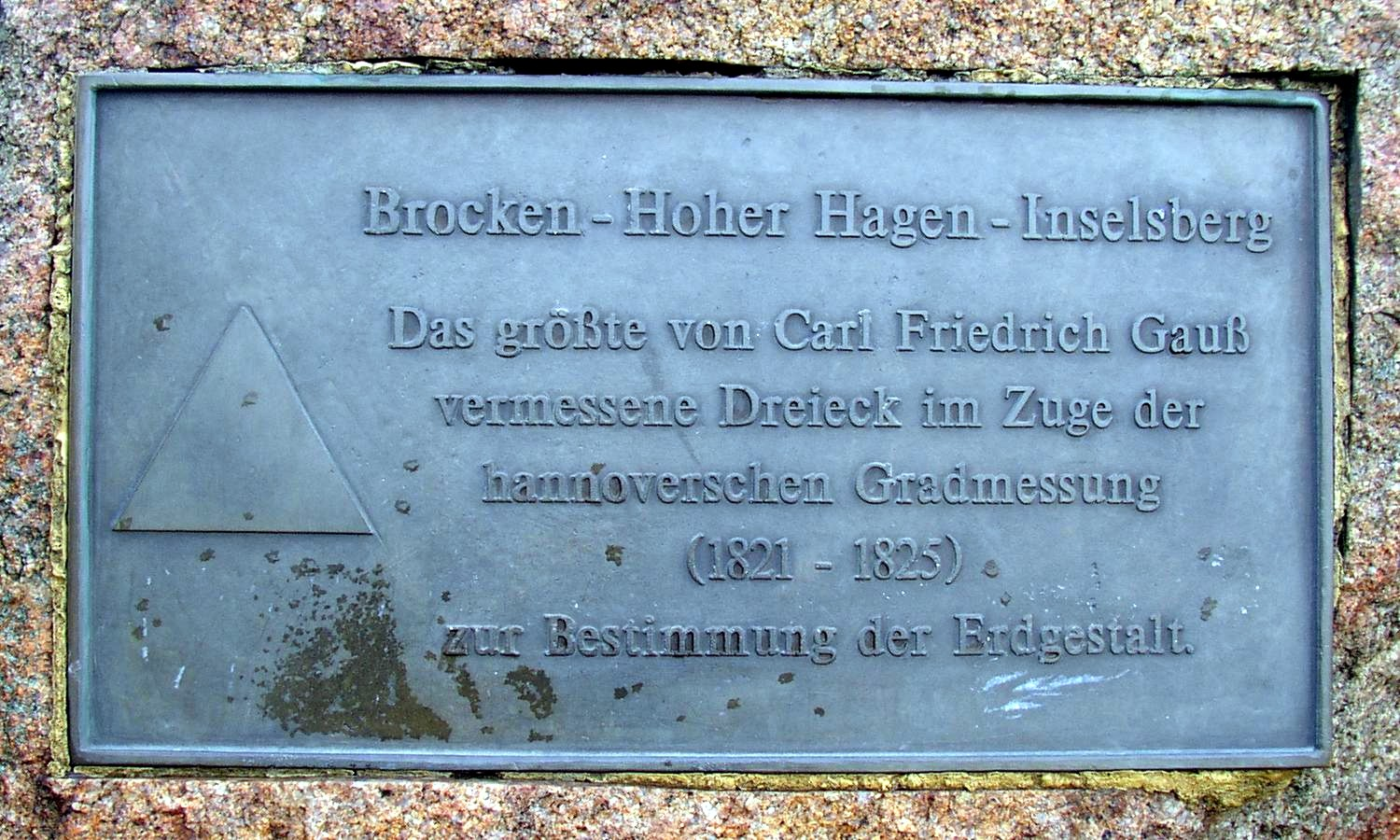
Gedenktafel auf dem Brockengipfel

Da Gauß schon damals eine Nichteuklidische Geometrie für möglich hielt und er wusste, dass das Parallelenaxiom entbehrlich war, entwickelte sich über die Vermessung des großen Dreiecks die Legende, Gauß habe bei der Gelegenheit der hannoverschen Landesvermessung empirisch nach einer Abweichung der Winkelsumme besonders großer Dreiecke vom euklidischen Wert von 180° gesucht, wie etwa bei diesem Dreieck, das vom Hohen Hagen, dem Brocken und dem Inselberg gebildet wird. Die Vermessung durch Gauß ist belegt. Die oben erwähnte Vermutung zur Motivation ist dagegen unsicher. Max Jammer schrieb über das Ergebnis dieser gaußschen Messung:

„Es braucht kaum eigens gesagt zu werden, daß er innerhalb der Fehlergrenze keine Abweichung von 180° entdeckte und daraus den Schluß zog, die Struktur des wirklichen Raumes sei, soweit die Erfahrung darüber eine Aussage erlaubt, Euklidisch.“